# Italia en los Juegos Olímpicos de Roma 1960
Italia estuvo representada en los Juegos Olímpicos de Roma 1960 por un total de 280 deportistas que compitieron en 19 deportes.  
El portador de la bandera en la ceremonia de apertura fue el esgrimidor Edoardo Mangiarotti.

## Medallistas
El equipo olímpico italiano obtuvo las siguientes medallas:
| Nombre | Deporte            | Competición                  |
| --- | ------------------ | ---------------------------- |
| Oro |                    |                              |
| Livio Berruti                                                                                                  | Atletismo          | 200 m M                      |
| Francesco Musso                                                                                                | Boxeo              | Pluma (57 kg) M              |
| Giovanni Benvenuti                                                                                             | Boxeo              | Wélter (67 kg) M             |
| Francesco De Piccoli                                                                                           | Boxeo              | Pesado (+81 kg) M            |
| Sante Gaiardoni                                                                                                | Ciclismo en pista  | Velocidad ind. M             |
| Sante Gaiardoni                                                                                                | Ciclismo en pista  | 1000 m contrarreloj M        |
| Sergio Bianchetto Giuseppe Beghetto                                                                            | Ciclismo en pista  | Tándem M                     |
| Luigi Arienti Franco Testa Mario Vallotto Marino Vigna                                                         | Ciclismo en pista  | Persecución por eqs. M       |
| Antonio Bailetti Ottavio Cogliati Giacomo Fornoni Livio Trapè                                                  | Ciclismo en ruta   | Contrarreloj por eqs. M      |
| Giuseppe Delfino                                                                                               | Esgrima            | Espada ind. M                |
| Giuseppe Delfino Alberto Pellegrino Carlo Pavesi Edoardo Mangiarotti Fiorenzo Marini Gianluigi Saccaro         | Esgrima            | Espada por eqs. M            |
| Raimondo D'Inzeo (Posillipo)                                                                                   | Hípica             | Saltos ind.                  |
| Equipo | Waterpolo          | Torneo M                     |
| Plata |                    |                              |
| Primo Zamparini                                                                                                | Boxeo              | Gallo (54 kg) M              |
| Alessandro Lopopolo                                                                                            | Boxeo              | Ligero (60 kg) M             |
| Carmelo Bossi                                                                                                  | Boxeo              | Medio (71 kg) M              |
| Livio Trapè | Ciclismo en ruta   | Ruta ind. M                  |
| Alberto Pellegrino Luigi Carpaneda Mario Curletto Aldo Aureggi Edoardo Mangiarotti                             | Esgrima            | Florete por eqs. M           |
| Giovanni Carminucci                                                                                            | Gimnasia artística | Paralelas M                  |
| Piero D'Inzeo (The Rock)                                                                                       | Hípica             | Saltos ind.                  |
| Aldo Dezi Francesco La Macchia                                                                                 | Piragüismo         | C2 1000 m M                  |
| Tullio Baraglia Renato Bosatta Giancarlo Crosta Giuseppe Galante                                               | Remo               | Cuatro sin timonel (M4-) M   |
| Galliano Rossini                                                                                               | Tiro               | Foso M                       |
| Bronce |                    |                              |
| Abdon Pamich                                                                                                   | Atletismo          | 50 km marcha M               |
| Giuseppina Leone                                                                                               | Atletismo          | 100 m F                      |
| Giulio Saraudi                                                                                                 | Boxeo              | Semipesado (81 kg) M         |
| Valentino Gasparella                                                                                           | Ciclismo en pista  | Velocidad ind. M             |
| Wladimiro Calarese                                                                                             | Esgrima            | Sable ind. M                 |
| Wladimiro Calarese Giampaolo Calanchini Pierluigi Chicca Roberto Ferrari Mario Ravagnan                        | Esgrima            | Sable por eqs. M             |
| Bruna Colombetti Velleda Cesari Claudia Pasini Irene Camber Antonella Ragno-Lonzi                              | Esgrima            | Florete por eqs. F           |
| Franco Menichelli                                                                                              | Gimnasia artística | Suelo M                      |
| Giovanni Carminucci Pasquale Carminucci Gianfranco Marzolla Franco Menichelli Orlando Polmonari Angelo Vicardi | Gimnasia artística | Concurso completo por eqs. M |
| Sebastiano Mannironi                                                                                           | Halterofilia       | 60 kg M                      |
| Raimondo D'Inzeo (Posillipo) Piero D'Inzeo (The Rock) Antonio Oppes (The Scholar)                              | Hípica             | Saltos por eqs.              |
| Fulvio Balatti Romano Sgheiz Franco Trincavelli Giovanni Zucchi Ivo Stefanoni                                  | Remo               | Cuatro con timonel (M4+) M   |
| Antonio Cosentino Antonio Ciciliano Giulio De Stefano                                                          | Vela               | Dragon M                     |